# Iñaki Alonso
José Ignacio Alonso Rodríguez (Durango, Vizcaya, España, 7 de agosto de 1968), conocido como Iñaki Alonso es un entrenador de fútbol español. Actualmente dirige a la Unio Esportiva Santa Coloma equipo que milita en la primera división del Principado de Andorra.

## Trayectoria
Iñaki es entrenador con licencia UEFA Pro A y cuenta con una maestría industrial en H. Maristas de Durango; es máster en Dirección de Producción por la Universidad de Mondragón; máster en coaching de equipos y personas en el Foro Europeo de Navarra, y un máster de entrenadores por la Real Federación Española de Fútbol en Madrid.
Su inicio como entrenador se dio formando parte de la categoría cadete del Abadiño entre 1993 y 1996, después desempeñó tareas técnicas con el fútbol base de la Cultural de Durango entre 1996 y 1999, y después pasó por las inferiores del Berriz en regional desde 1999 hasta 2002.

### S. D. Eibar "B"
Alonso inició su trayectoria en categoría nacional al frente del filial Eibar "B" a partir de la temporada 2002-03 de la Tercera División de España. Dirigió su primer partido el 1 de septiembre de 2002, ganando por 2-0 de local sobre el Bermeo.
Para la temporada 2003-04, alcanzó un puesto de clasificación para disputar la promoción de ascenso a Segunda B. Sin embargo, para los intereses del club, este cayó en una de las series ante el Huesca por lo que no logró subir de categoría.

### S. D. Lemona
Dirigió al Lemona de la Segunda B por tres temporadas desde 2004 hasta 2007.

### Real Unión Club
El 23 de julio de 2007, Iñaki fue contratado por el Real Unión tras la marcha de Javier Zubillaga. En su primera temporada del periodo 2007-08 de Segunda B, el equipo finalizó en el quinto lugar del grupo II con 62 puntos, quedando fuera de zona de clasificación por una unidad.
En la temporada 2008-09, tuvo éxito al conseguir el liderato del grupo I con 75 puntos. Accedió a la ronda de promoción de campeones pero cayó en semifinales frente al Cádiz, por lo que tuvo que vencer al Sabadell y al Alcorcón para ganar el ascenso a Segunda División, tras más de 40 años de ausencia. En la Copa del Rey hizo historia al eliminar al Real Madrid en la cuarta ronda.
En su debut en la categoría de plata en la temporada 2009-10, Alonso no pudo evitar que el equipo vasco descendiera. El 23 de junio de 2010 confirmó que no continuaría en el club para la siguiente campaña.

### Real Murcia C. F.
El 18 de julio de 2010, el Real Murcia comunicó el fichaje de Alonso para dirigir al equipo grana en la temporada de Segunda División B, con el objetivo de retornar a la categoría de plata tras consumarse el descenso al cierre de la campaña anterior. Alonso llegó en sustitución de José González y conformó el cuerpo técnico junto con Karlos Barrutia como ayudante, José Antonio Morga como preparador físico y Avelino Viña como entrenador de porteros. Lideró la clasificación del grupo IV con 82 puntos, con una ventaja de ocho unidades con respecto al segundo lugar. El 29 de mayo de 2011, tras la victoria en el global por 2-1 sobre el Lugo en la serie de promoción, su equipo se aseguró el ascenso a la Segunda División para la siguiente temporada. El 12 de junio concluyó con éxito la campaña y se hizo con el título de liga al vencer en los penales a Sabadell. Al día siguiente firmó su renovación de contrato prolongado hasta el 30 de junio de 2013. El 24 de octubre de 2011 recibió el Premio Ramón Cobo otorgado por la Real Federación Española de Fútbol.
El 19 de junio de 2012, el club tomó la decisión de prescindir de Alonso donde la comisión ejecutiva del Murcia consideró como «no idónea» su continuidad pese a haber logrado la permanencia en la categoría.

### Huracán Valencia C. F.
El 5 de julio de 2013, el estratega regresó a los banquillos tras una temporada sin entrenar para asumir la dirección técnica del Huracán Valencia. El equipo le puso al frente un proyecto que tenía como objetivo el ascenso a Segunda. Los valencianos, que llevaban dos años seguidos metiéndose en la serie de promoción, querían dar el paso definitivo a subir de categoría. Sin embargo, para la temporada que dirigió Iñaki, Huracán acabó lejos de la meta al concluir en el noveno puesto del Grupo III con 52 puntos, a quince del cuarto clasificado. El fracaso del conjunto, tuvo como consecuencia el despido de Alonso el 14 de mayo de 2014.

### S. D. Compostela
El 17 de junio de 2014, Iñaki aceptó el puesto para dirigir al Compostela de la Segunda B y fichó por una temporada, con opción a una segunda, en caso de que el cuadro gallego consiguiera entrar en puestos de promoción de ascenso. El 10 de abril de 2015, el presidente del club Antonio Quinteiro, confirmó el acuerdo de renovación por dos temporadas más con el entrenador Alonso y sus ayudantes, pese a estar lejos del objetivo que se estableció al inicio.
El 17 de noviembre de 2015, la derrota ante el Lealtad (3-1) fue el detonante para prescindir al técnico, que tenía una temporada más de contrato y que dejó al equipo de penúltimo lugar con diez puntos en trece partidos jugados.

### Lorca F. C.
El 8 de julio de 2016, justo en la transición del nombre del equipo de La Hoya a llamarse Lorca, el empresario Xu Genbao presentó el proyecto para luchar por el ascenso, por lo que designó a Alonso para que estuviera al frente de la dirección técnica. El 12 de septiembre fue separado del equipo tras cosechar tres derrotas consecutivas, una en la Copa del Rey frente al Formentera de la Tercera División que los eliminó de la competición, y dos en liga por la Segunda B. En total, el conjunto lorquino solo logró cuatro puntos en los primeros cuatro partidos, algo que para la directiva, que aspiraba a subir a la división de plata consideraba un resultado pésimo.

### N. K. Rudeš
El 10 de junio de 2017, Iñaki fue elegido para entrenar a la primera plantilla del Rudeš en la Primera Liga de Croacia, club recién ascendido a la máxima categoría y que cuenta con un convenio de colaboración con el Alavés. Sin embargo, el 27 de diciembre de ese año, el equipo informó la decisión de prescindir de sus servicios debido a los «flojos» resultados logrados en los seis meses en los que estuvo entrenando, obteniendo un rendimiento de doce derrotas en liga, cinco empates y apenas dos triunfos.

### Deportivo Alavés "B"
El 4 de enero de 2018, Alonso se incorporó a las categorías inferiores del Deportivo Alavés como entrenador del Juvenil A.
El 4 de marzo de 2019, se confirma su llegada al banquillo del Deportivo Alavés "B" en sustitución de Igor Oca. En la temporada de la Tercera División, con su trabajo sacó el rendimiento óptimo a una plantilla de calidad hasta firmar el ascenso a la Segunda B después de eliminar al Compostela, Escobedo y Tarazona con el factor campo en contra en las tres eliminatorias, de esta manera volviendo a la categoría de bronce tras trece años. El 12 de julio de 2019, la configuración de las categorías inferiores quedó sellada con la renovación para dos temporadas de Alonso al frente del banquillo del Alavés B. El preparador estampó su firma para dirigir al filial albiazul hasta junio de 2021.
El 5 de febrero de 2021, el equipo llegó a un acuerdo con Iñaki para su desvinculación en el puesto.

### Deportivo Saprissa
El 10 de noviembre de 2021, el Deportivo Saprissa de Costa Rica anuncia el fichaje de Alonso como su nuevo entrenador, con un contrato hasta mayo de 2022. Su debut en el banquillo se produjo el 20 de noviembre en el Estadio Ricardo Saprissa, donde su equipo derrotó de forma contundente a Sporting con marcador de 5-1. Después de dirigir los últimos tres partidos de la fase de clasificación, alcanzó acceder a la ronda eliminatoria del torneo en el cuarto lugar. El 1 de diciembre enfrentó al Herediano en condición de local, venciendo la semifinal de ida con cifras de 3-0, cuya ventaja fue administrada el 5 de diciembre pese a haber perdido la vuelta por 1-0. El 9 de diciembre se sobrepuso por 2-1 en la final de ida sobre Alajuelense, para luego empatar sin goles en el duelo de vuelta y así asegurarse un lugar en la última instancia por el título. El 16 de diciembre tuvo como rival nuevamente al Herediano por la gran final de ida en condición de local, perdiendo el primer duelo por 0-1 cerca de terminar el segundo tiempo. Tres días después, pudo igualar la serie en dos ocasiones en el partido de vuelta, pero no fue suficiente ya que su conjunto volvió a caer derrotado esta vez con cifras de 3-2. Su equipo se debió conformar con el subcampeonato de la competición.
Estando al frente del cuadro saprissista, empezó su segunda campaña el 16 de enero de 2022 por el Torneo de Clausura, en el juego que cayó su equipo por 1-2 de local contra San Carlos. En esta parte de la temporada también pudo debutar por certamen internacional de la Liga de Campeones al enfrentar al Pumas de la UNAM de México por los octavos de final, donde empató el duelo de ida por 2-2 y perdió la vuelta por 4-1.
El 7 de abril fue despedido de Saprissa por los malos resultados obtenidos como local durante el torneo, con un saldo de una victoria, un empate y cuatro derrotas.

### Club Gimnàstic de Tarragona
El 17 de enero de 2023 se convierte en nuevo entrenador del Club Gimnàstic de Tarragona de la Primera Federación ocupando el puesto del destituido Raül Agné.
El 26 de febrero de 2023, después de la derrota del club grana por 0-4 contra el CD Eldense, deja de ser entrenador del Club Gimnàstic de Tarragona.

### C. D. Badajoz
El 18 de octubre de 2023, tras la destitución de David Tenorio, el C. D. Badajoz anunciaría la llegada del técnico vasco hasta final de temporada.A pesar de un buen comienzo con tres victorias en los primeros cuatro partidos, el equipo llegaría a la jornada 25 antepenúltimo con tan solo una victoria en los últimos 14 encuentros. Tras esta mala racha el 3 de marzo de 2024, después de un empate a 0 frente al C. D. A. Navalcarnero, el técnico vasco sería cesado.

## Estadísticas
Actualizado al último partido dirigido el 6 de noviembre de 2023.
| Equipo                              | Torneo               | Temporada            | Estadísticas | Estadísticas | Estadísticas | Estadísticas | Estadísticas | Estadísticas | Estadísticas | Estadísticas | % Efect. |
| Equipo                              | Torneo               | Temporada            | PD           | G            | E            | P            | GF           | GC           | DG           | Puntos       | % Efect. |
| ----------------------------------- | -------------------- | -------------------- | ------------ | ------------ | ------------ | ------------ | ------------ | ------------ | ------------ | ------------ | -------- |
| S. D. Eibar "B" España              |                      |                      |              |              |              |              |              |              |              |              |          |
| 4.°                                 | 2002-03              | 38                   | 12           | 11           | 15           | 42           | 40           | +2           | 47           | 41.23%       |          |
| 4.°                                 | 2003-04              | 42                   | 21           | 11           | 10           | 46           | 29           | +17          | 74           | 58.73%       |          |
| Total club                          | Total club           | 80                   | 33           | 22           | 25           | 88           | 69           | +19          | 121          | 50.42%       |          |
| S. D. Lemona España                 |                      |                      |              |              |              |              |              |              |              |              |          |
| 3.°                                 | 2004-05              | 38                   | 14           | 16           | 8            | 34           | 26           | +8           | 58           | 50.88%       |          |
| 3.°                                 | 2005-06              | 38                   | 13           | 14           | 11           | 27           | 25           | +2           | 53           | 46.49%       |          |
| 3.°                                 | Copa del Rey         | 3                    | 1            | 1            | 1            | 2            | 3            | -1           | 4            | 44.44%       |          |
| 3.°                                 | 2006-07              | 38                   | 15           | 15           | 8            | 40           | 28           | +12          | 60           | 52.63%       |          |
| Total club                          | Total club           | 117                  | 43           | 46           | 28           | 103          | 82           | +21          | 175          | 49.86%       |          |
| Real Unión Club España              |                      |                      |              |              |              |              |              |              |              |              |          |
| 3.°                                 | 2007-08              | 38                   | 17           | 11           | 10           | 48           | 34           | +14          | 62           | 54.39%       |          |
| 3.°                                 | Copa del Rey         | 4                    | 2            | 0            | 2            | 6            | 7            | -1           | 6            | 50%          |          |
| 3.°                                 | 2008-09              | 44                   | 23           | 15           | 6            | 62           | 28           | +34          | 84           | 63.64%       |          |
| 3.°                                 | Copa del Rey         | 7                    | 4            | 0            | 3            | 13           | 10           | +3           | 12           | 57.14%       |          |
| 2.°                                 | 2009-10              | 42                   | 12           | 10           | 20           | 40           | 59           | -19          | 46           | 36.51%       |          |
| 2.°                                 | Copa del Rey         | 1                    | 0            | 0            | 1            | 1            | 2            | -1           | 0            | 0%           |          |
| Total club                          | Total club           | 136                  | 58           | 36           | 42           | 170          | 140          | +30          | 210          | 51.47%       |          |
| Real Murcia C. F. España            |                      |                      |              |              |              |              |              |              |              |              |          |
| 3.°                                 | 2010-11              | 42                   | 26           | 10           | 6            | 71           | 23           | +48          | 88           | 69.84%       |          |
| 3.°                                 | Copa del Rey         | 5                    | 1            | 3            | 1            | 4            | 7            | -3           | 6            | 40%          |          |
| 2.°                                 | 2011-12              | 42                   | 13           | 8            | 21           | 49           | 67           | -18          | 47           | 37.30%       |          |
| 2.°                                 | Copa del Rey         | 1                    | 0            | 0            | 1            | 0            | 1            | -1           | 0            | 0%           |          |
| Total club                          | Total club           | 90                   | 40           | 21           | 29           | 124          | 98           | +26          | 141          | 52.22%       |          |
| Huracán Valencia C. F. España       |                      |                      |              |              |              |              |              |              |              |              |          |
| 3.°                                 | 2013-14              | 38                   | 14           | 10           | 14           | 40           | 38           | +2           | 52           | 45.61%       |          |
| 3.°                                 | Copa del Rey         | 1                    | 0            | 0            | 1            | 2            | 3            | -1           | 0            | 0%           |          |
| Total club                          | Total club           | 39                   | 14           | 10           | 15           | 42           | 41           | +1           | 52           | 44.44%       |          |
| S. D. Compostela España             |                      |                      |              |              |              |              |              |              |              |              |          |
| 3.°                                 | 2014-15              | 38                   | 17           | 10           | 11           | 45           | 39           | +6           | 61           | 53.51%       |          |
| 3.°                                 | 2015-16              | 13                   | 2            | 4            | 7            | 5            | 15           | -10          | 10           | 25.64%       |          |
| 3.°                                 | Copa del Rey         | 1                    | 0            | 0            | 1            | 2            | 3            | -1           | 0            | 0%           |          |
| Total club                          | Total club           | 52                   | 19           | 14           | 19           | 52           | 57           | -5           | 71           | 45.51%       |          |
| Lorca F. C. España                  |                      |                      |              |              |              |              |              |              |              |              |          |
| 3.°                                 | 2016-17              | 4                    | 1            | 1            | 2            | 5            | 8            | -3           | 4            | 33.33%       |          |
| 3.°                                 | Copa del Rey         | 2                    | 1            | 1            | 0            | 4            | 3            | +1           | 4            | 66.67%       |          |
| Total club                          | Total club           | 6                    | 2            | 2            | 2            | 9            | 11           | -2           | 8            | 44.44%       |          |
| N. K. Rudeš Croacia                 |                      |                      |              |              |              |              |              |              |              |              |          |
| 1.°                                 | 2017-18              | 19                   | 2            | 5            | 12           | 17           | 43           | -26          | 11           | 19.30%       |          |
| 1.°                                 | Copa de Croacia      | 4                    | 2            | 1            | 1            | 7            | 4            | +3           | 7            | 58.33%       |          |
| Total club                          | Total club           | 23                   | 4            | 6            | 13           | 24           | 47           | -23          | 18           | 26.09%       |          |
| Deportivo Alavés "B" España         |                      |                      |              |              |              |              |              |              |              |              |          |
| 4.°                                 | 2018-19              | 17                   | 9            | 6            | 2            | 31           | 17           | +14          | 33           | 64.71%       |          |
| 3.°                                 | 2019-20              | 28                   | 8            | 10           | 10           | 28           | 31           | -3           | 34           | 40.48%       |          |
| 3.°                                 | 2020-21              | 14                   | 4            | 4            | 6            | 13           | 17           | -4           | 16           | 38.10%       |          |
| Total club                          | Total club           | 59                   | 21           | 20           | 18           | 72           | 65           | +7           | 83           | 46.89%       |          |
| Deportivo Saprissa Costa Rica       |                      |                      |              |              |              |              |              |              |              |              |          |
| 1.°                                 | Apertura 2021        | 9                    | 4            | 1            | 4            | 15           | 8            | +7           | 13           | 48.15%       |          |
| 1.°                                 | Clausura 2022        | 12                   | 4            | 4            | 4            | 14           | 15           | -1           | 16           | 44.44%       |          |
| 1.°                                 | Liga Campeones       | 2                    | 0            | 1            | 1            | 3            | 6            | -3           | 1            | 16.67%       |          |
| Total club                          | Total club           | 23                   | 8            | 6            | 9            | 32           | 29           | +3           | 30           | 43.48%       |          |
| Gimnàstic de Tarragona España       |                      |                      |              |              |              |              |              |              |              |              |          |
| 3.°                                 | 2023                 | 6                    | 1            | 2            | 3            | 3            | 10           | -3           | 5            | -            |          |
| Total club                          | Total club           | 6                    | 1            | 2            | 3            | 3            | 10           | -3           | 5            | -            |          |
| C. D. Badajoz España                |                      |                      |              |              |              |              |              |              |              |              |          |
| 4.°                                 | 2023-24              | 18                   | 4            | 7            | 7            | 15           | 19           | -4           | 19           | -            |          |
| Total club                          | Total club           | 18                   | 4            | 7            | 7            | 15           | 19           | -4           | 19           | -            |          |
| Unió Esportiva Santa Coloma Andorra |                      |                      |              |              |              |              |              |              |              |              |          |
| 1.°                                 | 2025-26              | 0                    | 0            | 0            | 0            | 0            | 0            | 0            | 0            | -            |          |
| Total club                          | Total club           | 0                    | 0            | 0            | 0            | 0            | 0            | 0            | 0            | -            |          |
| Total en sus equipos                | Total en sus equipos | Total en sus equipos | 638          | 246          | 187          | 205          | 728          | 657          | +71          | 933          | 48.58%   |

## Palmarés

### Títulos nacionales
| Título             | Club              | País   | Año  |
| ------------------ | ----------------- | ------ | ---- |
| Segunda División B | Real Murcia C. F. | España | 2011 |

### Distinciones individuales
| Distinción                                     | Año  |
| ---------------------------------------------- | ---- |
| Premio Ramón Cobo categoría Segunda B grupo IV | 2011 |